# Фернандес, Леандро Себастьян
Леа́ндро Себастья́н Ферна́ндес (исп. Leandro Sebastian Fernández; 30 января 1983, Росарио) — аргентинский футболист, защитник. Рекордсмен среди всех аргентинских футболистов по количеству матчей в чемпионате России (208). Занимает третье место по матчам в чемпионатах России в составе московского «Динамо».

## Карьера

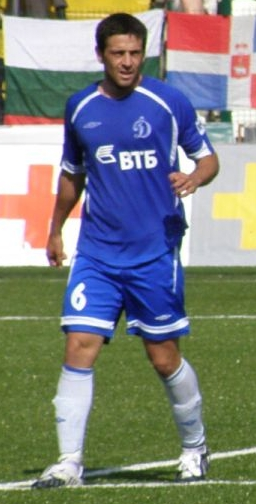
Фернандес в 2009 году

Играет в футбол с 5 лет. Начинал играть в детских командах «Сарадеа», «1 мая».
С 15 лет выступал за аргентинский клуб «Ньюэллс Олд Бойз», в 2000 году подписал профессиональный контракт. В 2005 году перешёл в «Ривер Плейт». Играл за молодёжную, олимпийскую и первую сборную Аргентины. Чемпион Олимпиады-2004 в составе олимпийской сборной Аргентины, участник чемпионата мира среди молодёжных команд 2003 года (4-е место), Кубка Америки 2004 года (2-е место).
В феврале 2006 года перешёл в московское «Динамо». 18 марта дебютировал в составе «бело-голубых» в игре против «Шинника». Фернандес сходу стал важным игроком команды и в своём первом сезоне в России провёл 25 матчей. 2 июля он открыл счёт голам за «Динамо», поразив ворота «Локомотива» из Нижнего Новгорода в кубковом матче. В августе получил травму и из-за неё пропустил три игры. 1 октября Фернандес во встрече с «Крыльями Советов» распечатал ворота Александра Макарова и тем самым установил окончательный счёт в матче — 1:1.
Уже во втором матче сезона 2007 против ЦСКА Фернандес был удалён с поля арбитром встречи Валентином Ивановым за фол последней надежды. Затем аргентинец получал красные карточки в 12-м и 22-м турах, а также в 1/8 финала Кубка России за драку с Игорем Денисовым. Это — абсолютный рекорд России. Но несмотря на недисциплинированную игру, он сыграл 25 матчей в чемпионате. При этом 4 игры защитник пропустил из-за дисквалификаций. В следующем сезоне Фернандес принял участие в 28 встречах и забил 4 гола, также вошел в Список 33 лучших футболистов чемпионата России. «Динамо» в том году завоевало бронзовые медали чемпионата. Во 2-м туре чемпионата в игре против «Амкара» он замкнул подачу с углового и принёс своей команде волевую победу. Другими тремя голами аргентинец огорчил «Спартак-Нальчик», «Терек» и «Зенит».
Следующий сезон (2009) был не слишком удачным для «бело-голубых», так как команда заняла лишь восьмое место в таблице. В 4-м туре Фернандес получил красную карточку и пропустил следующий матч. Но уже в 7-й по счёту игре чемпионата защитник принёс своей команде победу во встрече со «Спартаком», слёту отправив мяч под перекладину ворот Сослана Джанаева. Всего за 2009 год он сыграл 32 матча и забил 3 гола. В 2010 году впервые за карьеру в «Динамо» Леандро получил серьёзную травму: в контрольном матче с «Монако» в июле игрок получил частичное повреждение внутренней боковой связки левого коленного сустава. Вернулся на поле Фернандес только 2 октября в матче против «Амкара». «Динамо» по итогам сезона заняло 7-е место.
В 2014 году Леандро вернулся в «Ньюэллс Олд Бойз».
В январе 2017 года подписал контракт с уругвайским «Данубио».

## Достижения
«Ньюэллс Олд Бойз»
- Чемпион Аргентины: Апертура 2004

«Динамо» (Москва)
- Бронзовый призёр чемпионата России: 2008
- Финалист Кубка России: 2012

Сборная Аргентины
- Олимпийский чемпион: 2004
- Серебряный призёр Кубка Америки: 2004

## Личные
- Лучший игрок московского «Динамо» 2006 и 2012/13 по опросу среди болельщиков[17].
- В списках 33 лучших футболистов чемпионата России (3): № 2 2008, № 3 2010, № 3 2012/2013.

## Статистика
| Сезон   | Клуб             | Турнир               | Игр | Голов |
| ------- | ---------------- | -------------------- | --- | ----- |
| 2001/02 | Ньюэллс Олд Бойз | Аргентинская Примера | 11  | 0     |
| 2002/03 | Ньюэллс Олд Бойз | Аргентинская Примера | 17  | 0     |
| 2003/04 | Ньюэллс Олд Бойз | Аргентинская Примера | 11  | 0     |
| 2004/05 | Ньюэллс Олд Бойз | Аргентинская Примера | 5   | 0     |
| 2005/06 | Ривер Плейт      | Аргентинская Примера | 19  | 0     |
| 2006    | Динамо (Москва)  | РФПЛ                 | 25  | 2     |
| 2007    | Динамо (Москва)  | РФПЛ                 | 25  | 0     |
| 2008    | Динамо (Москва)  | РФПЛ                 | 28  | 4     |
| 2009    | Динамо (Москва)  | РФПЛ                 | 27  | 3     |
| 2010    | Динамо (Москва)  | РФПЛ                 | 20  | 3     |
| 2011/12 | Динамо (Москва)  | РФПЛ                 | 30  | 2     |
| 2012/13 | Динамо (Москва)  | РФПЛ                 | 27  | 0     |
| 2013/14 | Динамо (Москва)  | РФПЛ                 | 13  | 1     |
| Итого   | Итого            | Итого                | 258 | 15    |

По состоянию на конец сезона 2013/14